# Tadeusz Zawadziński
Tadeusz Zawadziński ps. „Woynowski”, „Wojciech” (ur. 10 stycznia 1918 w Warszawie, zm. 15 stycznia 1948 tamże) – członek Związku Akademickiego Młodzież Wszechpolska oraz Narodowo-Ludowej Organizacji Wojskowej, NSZ i NZW, p.o. szefa Oddziału II Wywiadowczego KG NZW.

## Życiorys
Był synem Ludwika Zawadzińskiego i Zofii z domu Cybulska. Uczęszczał do Gimnazjum ojców Marianów w Warszawie, w którym w 1935 zdał maturę. Następnie podjął studia na Wydziale Elektrycznym Politechniki Warszawskiej. Jednocześnie należał do Młodzieży Wszechpolskiej. Studia przerwał wybuch wojny obronnej 1939
W okresie okupacji niemieckiej był członkiem Narodowo-Ludowej Organizacji Wojskowej, a od połowy 1942 – Narodowych Sił Zbrojnych. Służył w KG NSZ jako oficer do zleceń specjalnych. Od maja 1944 sprawował funkcję inspektora w KG NSZ. W listopadzie tego roku współorganizował Narodowe Zjednoczenie Wojskowe.
Od czerwca 1945 był zastępcą szefa, a od jesieni – p.o. szefa Oddziału II Wywiadowczego KG NZW. 6 czerwca 1946 został aresztowany przez funkcjonariuszy Ministerstwa Bezpieczeństwa Publicznego. Wojskowy Sąd Rejonowy w Warszawie skazał go 3 listopada 1947 na karę śmierci. Został stracony 15 stycznia 1948 w więzieniu mokotowskim. Grób symboliczny znajduje się na Cmentarzu Wojskowym na Powązkach w Warszawie w Kwaterze „Na Łączce”.
W 2012 został odznaczony pośmiertnie Krzyżem Komandorskim Orderu Odrodzenia Polski.